# Сурнев, Николай Григорьевич
Николай Григорьевич Сурнев (18 февраля 1923, с. Большое Городище, Курская губерния — 5 марта 1952, Урицкий район, Орловская область) — советский военнослужащий, гвардии подполковник Советской Армии, истребитель-ас Великой Отечественной войны, Герой Советского Союза (1945), военный лётчик 1 класса (1951).

## Биография
Николай Сурнев родился 18 февраля 1923 года в селе Большое Городище (ныне — Шебекинский район Белгородской области). После окончания семи классов Большегородищенской средней школы, с 1937 по 1940 год учился в Белгородской фельдшерско-акушерской школе, одновременно посещал занятия Белгородского аэроклуба. В 1940 году Сурнев был призван на службу в Рабоче-крестьянскую Красную Армию и направлен на учёбу в Чугуевское военно-авиационное училище летчиков-истребителей, в следующем году училище было переименовано в Чугуевскую военно-авиационную школу пилотов и перешло на сокращенные сроки обучения.
В декабре 1942 года Николай Сурнев окончил обучение в школе пилотов на самолётах ЯК-7 Б с полным курсом боевого применения и был откомандирован в Москву в распоряжение начальника Управления обучения, формирования и боевой подготовки ВВС РККА.. Служил в 517 иап 282 иад, 8-м зиап (г. Багай, Приволжский военный округ), 18-м отдельном учебно-тренировочном авиационном полку 17 Воздушной армии. С августа 1943 года, после целого ряда рапортов об отправке в действующую армию, получил направление на фронт Великой Отечественной войны, воевал в составе 866 иап 288 иад 17 ВА. В бою был ранен.
7 ноября 1944 года принимал активное участие в отражении налёта союзников на сербский город Ниш. Американские летчики по ошибке атаковали советскую транспортную колонну, в результате чего погибли 34 солдата и офицера (на основании доклада заместителя начальника Генерального штаба Красной армии генерала Алексея Антонова). Согласно донесению 866 иап 288 иад 17 ВА от 7.11.1944 года на отражение атаки союзников были подняты 10 самолётов полка. В 13.05 взлетело шесть самолётов Як-9, ведомых командиром эскадрильи капитаном Бондарем. Определив, что против них американские самолёты «Лайтинг», советские лётчики в воздушный бой с ними старались не вступать — даже атакуемые одиночными и парами самолётов «Лайтинг», они маневрировали по вертикали и горизонтали, стремясь не давать американцам вести огонь. Подлетев к ведущему группы, Сурнев покачиванием крыльев самолёта дал понять, что это советские самолёты - не противник, после чего американцы атаки прекратили и улетели на свои аэродромы. Однако в этом бою было потеряно 3 советских самолёта, два летчика погибли, потери американцев составили пять самолётов.
На заключительном этапе войны старший лейтенант Николай Сурнев был заместителем командира эскадрильи 866-го истребительного авиаполка 288-й истребительной авиадивизии 17-й воздушной армии 3-го Украинского фронта (командир эскадрильи А. И. Колдунов, впоследствии дважды Герой Советского Союза, главнокомандующий войсками ПВО СССР). К марту 1945 года он совершил 177 боевых вылетов, принял участие в 53 воздушных боях, сбив 18 вражеских самолётов.
Указом Президиума Верховного Совета СССР от 18 августа 1945 года за «образцовое выполнение боевых заданий командования на фронте борьбы с немецкими захватчиками и проявленные при этом мужество и героизм» старший лейтенант Николай Сурнев был удостоен высокого звания Героя Советского Союза с вручением ордена Ленина и медали «Золотая Звезда» за номером 8655.
Всего за годы войны Н. Г. Сурнев совершил 260 боевых вылетов, его налёт составил 276 часов, в 67 воздушных боях он лично уничтожил 23 самолёта противника.
После окончания войны капитан Сурнев Н. Г. продолжил службу в Военно-воздушных силах. Окончив в 1948 году Таганрогские высшие лётно-тактические курсы усовершенствования офицерского состава ВВС СССР, служил заместителем и командиром эскадрильи в 28-м и 472-м истребительных авиационных полках ПВО, в управлении 15-й гвардейской истребительной авиационной Сталинградской Краснознаменной ордена Богдана Хмельницкого дивизии ПВО с местами дислокации в городах Брянск и Орел. Летал на реактивных самолётах. Последняя должность — инспектор-летчик по технике пилотирования и теории полета.
5 марта 1952 года гвардии подполковник Н. Г. Сурнев трагически погиб в авиакатастрофе при проверке характеристик устойчивости и управляемости на максимальных скоростях полёта новейшей на то время модификации самолёта МиГ−15 «бис». Пытаясь спасти боевую машину и увести её от населённого пункта, лётчик не воспользовался парашютом. Последнее принятое на командном пункте сообщение от него было: «Погиб…». МиГ−15 упал в семи километрах от рабочего поселка Леденский.
Н. Г. Сурнев был похоронен на воинском участке Троицкого кладбища города Орёл.
СПИСОК ИЗВЕСТНЫХ ПОБЕД
Основание: ЦАМО РФ, личное дело № 1258566, листы 13 об, 21; фонд 20257, опись 1.д.52 т.2, листы 817 об,118 об,819,819 об, 888,899,900,917,935, дело 17
1. 26.08.1943 г. в 10.10 один Ю-87, район падения сбитого самолёта — 1 км восточнее пункта Новоселовка. Факт уничтожения самолёта подтвердил начальник штаба 315 сд;
2. 01.10.1943 г. в 8.25 один МЕ-109 — 1 км южнее пункта Великий Буг. Факт уничтожения самолёта подтвердил начальник штаба 811 сд;
3. 31.03.1944 г. в 15.50 один ФВ-190 — 1 км западнее пункта Березовка;
4. 26.04.1944 г. в 17.10 один МЕ-109 — 6 км западнее пункта Леонтино;
5. 17.05.1944 г. в 10.20 один МЕ-109 — 2 км западнее пункта Телица;
6. 20.05.1944 г. в 13.10 один ФВ-190 — 2 км западнее пункта Башканы;
7. 23.07.1944 г. в 8.40 один Ю-87 — 2 км западнее немецкой колонии Кызыл;
8. 23.07.1944 г. в 8.50 один МЕ-109 — 6 км южнее пункта Раскоецы;
9. 12.02.1945 г. в 16.20 один МЕ-109 — 1 км юго-западнее г. Секешвехервар(Венгрия);
10. 19.02.1945 г. в 17.55 один ФВ-190 — 5 км восточнее пункта Либад (Венгрия);
11. 08.03.1945 г. в 17.20 один МЕ-109 — 2 км сев.ж.д. станции Бергенд (Венгрия);
12. 09.03.1945 г. в 19.10 один МЕ-109 — господский двор Анталь (Венгрия);
13. 09.03.1945 г. в 19.20 один ФВ-190 — господский двор Натьхерген (Венгрия);
14. 11.03.1945 г. в 12.25 один МЕ-109 — 3 км восточнее Макад, на острове южнее Адонь (Венгрия);
15. 11.03.1945 г. в 12.25 один МЕ-109 — 3 км восточнее Макад, на острове южнее Адонь (Венгрия);
16. 11.03.1945 г. в 15.40 один ФВ-190 — 3 км восточнее Шимонторнья (Венгрия);
17. 14.03.1945 г. в 17.45 один ФВ-190 — 2 км восточнее Шимонторнья (Венгрия);
18. 14.03.1945 г. в 17.45 один ФВ-190 — 2 км восточнее Шимонторнья (Венгрия);
19. 16.03.1945 г. в 18.20 один ФВ-190 — 2 км северо-восточнее Секешвехервар (Венгрия);
20. 19.03.1945 г. в 9.35 один МЕ-109 — район Берхида (Венгрия);
21. 19.03.1945 г. в 9.35 один МЕ-109 — район Польгарди (Венгрия);
22. 01.04.1945 г. в 13.20 один МЕ- 109 — 2 км южнее Лайперехбах (Австрия);
23. 07.04.1945 г. в 17.20 один МЕ-109 — в центре Вены (Австрия).

## Награды
Медаль «Золотая звезда» Героя Советского Союза Указ ПВС СССР от 18.08.1945 г.;
орден Ленина Указ ПВС СССР от 18.08.1945 г.;
орден Красного Знамени приказ ком.17 ВА от 30.05.1944 г. № 023/н;
орден Красного Знамени приказ ком.17 ВА от 30.09.1944 г. № 060/н;
орден Красного Знамени приказ ком. 17 ВА от 13.04.1945 г. № 025/н;
орден Александра Невского приказ ком. 17 ВА от 12.06.1945 г. № 095/н;
орден Отечественной войны 1 степени приказ ком. 17 ВА от 06.03.1945 г. № 023/н;
орден Отечественной войны 2 степени приказ ком. 1 смешанного авиакорпуса 17 ВА ЮЗФ от 09.10.1943 г. № 015/н;
медаль «За боевые заслуги» Указ ПВС СССР от 15.11.1950 г.;
медаль «За победу над Германией» Указ ПВС СССР от от 09.05.1945 г.;
медаль «За освобождение Белграда» Указ ПВС СССР от 09.06.1945 г.;
медаль «За взятие Будапешта» Указ ПВС СССР от 09.06.1945 г.;
медаль «За взятие Вены» Указ ПВС СССР от 09.06.1945 г.;
медаль «30 лет Советской Армии и Флота» Указ ПВС СССР от 22.02.1948 г.
ВОИНСКИЕ ЗВАНИЯ
красноармеец, курсант приказ Чугуевского военного авиационного училища летчиков-истребителей (ЧВАУЛИ) № 292 от 17.12.1940 г.
сержант приказ Чугуевской военно-авиационной школы пилотов (ЧВАШП) № 0217 от 18.12.1942 г.;
мл.лейтенант приказ Приволжского военного округа № 0513 от 23.3.1943 г.
лейтенант приказ 17 ВА 3 Укр.фр. № 010 от 17.04.1944 г.
старший лейтенант приказ 17 ВА 3 Укр.фр. № 018 от 18.08.1944 г.
капитан приказ ком. 3 Укр.фр. № 0469 от 09.04.1945 г.
гвардии майор приказ ком.войсками ПВО страны № 0449 от 16.08.1949 г.
гвардии подполковник приказ ком. войсками ПВО страны № 0933 от 27.10.1951 г.
ПРОХОЖДЕНИЕ СЛУЖБЫ
с 10.10. 1940 г. по 15.12.1942 года — курсант Чугуевского военно-авиационного училища летчиков-истребителей, летчик-инструктор Чугуевской военно-авиационной школы, пр.нач. (ЧВАУЛИ) № 292 от 17.12.1940 г.;
с 15.12.1942 г. по 15.04.1943 г. — пилот 517 истребительного авиационного полка Юго-Западного фронта (картотека учёта офицерского состава):
с 15.04.1943 г. по 10.05.1943 г. — пилот 8 ЗИАП 3 запасной бригады ВВС ПРИВО (картотека учёта офицерского состава);
с 10.05.1943 г. по 11.08.1943 г. — пилот 18 отдельного учебно-тренировочного авиационного полка пр. от 10.05.1943 г. № 01;
с 11.08.1943 г. по февраль1944 г. — пилот 866 истребительного авиационного полка Юго-Западного фронта (картотека учёта офицерского состава)
с февраля 1944 г. по 22.05.1944 г. — старший летчик 866 иап 288 иад 17 Воздушной армии 3-го Укр.фр. (картотека учёта офицерского состава)
с 22.05.1944 г. по 05.03.1945 г. — командир звена 866 иап 288 иад 17 Воздушной армии 3 Украинского фронта пр. 288 иад № 073 ;
с 05.03.1945 г. по 30.12.1947 г. — зам командира эскадрильи 866 иап 288 иад 17 ВА пр. 17 ВА от 20.04.1945 г. № 046;
с 30.12.1947 г. по 18.12.1948 г. — слушатель отд. командиров эскадрильи, Высшие летно-тактические курсы г. Таганрог, пр. ГК ВВС ВС № 0766 от 14.03.1948 г.;
с 18.12.1948 г. по 13.05.1950 г. — зам командира авиационной эскадрильи, 28 авиационного полка 15 гв. иад 78 иак 78 воздушной истребительной армии Московского района ПВО, пр. 78 ВИА ПВО от 16.02.1949 г. № 03;
с 13.05.1950 г. по 20.08.1951 г. — командир авиаэскадрильи 472 иап 15 гв. иад 78 иак ПВО г. Орел пр. 64 ВИА и ПВО № 026 от 13.05.1950 г.;
с 20.08.1951 г. по 11.04.1952 г. — инструктор-летчик по технике пилотирования и теории полета 15 гв. иад ПВО г. Орел пр. 64 ВИА и ПВО № 081 от 20.08.1951 г;
05.03.1952 г. погиб при катастрофе самолёта. Исключен из списков офицерского состава СА. пр. КВ ПВО страны № 0393 от 11.04.1952 г..
РАНЕНИЯ
легкое ранение головы 01.10.1943 года на Юго-Западном фронте
КЛАССНАЯ КВАЛИФИКАЦИЯ
Военный летчик второго класса — приказ командующего войсками ПВО страны № 0055 от 11.11. 1950 г.
Военный летчик первого класса- приказ Военного Министра Союза СССР № 0078 от 25.04.1951 г.;

## Память
В честь Н. Г. Сурнева названы улицы в родном селе Большое Городище, в городах Шебекино, Белгород, Орёл. Его имя носит военно-патриотический авиационный клуб «Крылья Белгородчины» (Белгород), Большегородищенская средняя общеобразовательная школа. Бюсты Н. Г. Сурнева установлены в селе Большое Городище и на захоронении на Троицком Воинском кладбище в городе Орёл. Имя Н. Г. Сурнева выбито на мраморных досках в мемориальных комплексах — Парк Победы на Поклонной горе (Москва), Парк Вечной Славы на берегу Днепра (Киев), на Аллее Героев (Чугуев Харьковской области). Ему посвящена повесть Владимира Муссалитина «В ясном небе». Статья о лётчике помещена в английской энциклопедии «Асы Сталина».